# 尼加拉瓜—朝鮮關係
尼加拉瓜－朝鮮關係是指东亚国家朝鮮民主主義人民共和國和拉丁美洲国家尼加拉瓜之间的双边关系。兩國均為不結盟運動、77國集團成員國。

## 政治交流
在1949年至1979年8月21日，奉行反共主义的尼加拉瓜政府仅与同属资本主义阵营的大韩民国建立了正式外交联系，但在1979年尼加拉瓜革命后，桑地諾民族解放陣線执政下的尼加拉瓜同北韩建立了外交关系，尼加拉瓜也成为继哥斯达黎加后第二个与北韩建交的中美洲国家。其后两国关系更得到了进一步的进展，北韩在马那瓜设立了大使馆，北韩也支持桑地諾民族解放陣線对抗美国，并曾向尼加拉瓜派遣了文化访问团，又有兴趣帮助尼加拉瓜政府重建家园。而尼加拉瓜国家元首、國家重建軍政府協調員奥尔特加亦于1983年、1986年两度访问平壤:61，双边贸易额也得到大幅增加:129。
但比奥莱塔·查莫罗成为尼加拉瓜总统后，尼加拉瓜与北韩的关系一度疏远，北韩亦于1995年裁撤驻尼大使馆，随着奥尔特加于2007年重新当选尼加拉瓜总统，两国邦交也有机会得到了恢复发展，尼加拉瓜也于2024年在平壤开设了大使馆，以发展双边关系:209。但北韩尚未重启在尼加拉瓜的大使馆，对尼加拉瓜的相关事务暂由驻古巴大使馆兼辖。现今两国均因与俄罗斯的盟友关系而维持着友好的高层互动，且支持俄罗斯吞并乌克兰东南部的四个州份。